# Venetica (rivista)
Venetica è una rivista italiana di storia contemporanea nata nel 1984. Viene pubblicata a cadenza semestrale dall’editore Cierre. Si occupa di storia politica e sociale del Nord-Est italiano e del Veneto in particolare.

## Storia
La rivista è nata nel 1984 per iniziativa di alcuni storici veneti tra cui Mario Isnenghi ed Emilio Franzina, con l’idea di continuare l’indagine inaugurata dal volume Il Veneto della storia delle regioni della casa editrice Einaudi, curato da Silvio Lanaro. Il primo direttore è stato Emilio Franzina, sostituito nel 2002 da Mario Isnenghi, che tuttora ricopre tale incarico.
La storia editoriale di Venetica si divide in tre serie. Della prima, presso l’editore Aldo Francisci di Abano Terme (PD), a cadenza semestrale, con il sottotitolo di Rivista di storia delle Venezie sono usciti dodici numeri tra il 1984 e il 1989. Della seconda, divenuta annuale e pubblicata da Cierre edizioni di Sommacampagna (VR), sono usciti cinque numeri dal 1992 al 1996 come Annuario di storia delle Venezie in età contemporanea. La terza serie, infine, viene avviata nel 1998, sempre per i tipi di Cierre, e rimane annuale fino al 2001 con il sottotitolo Annuario degli Istituti per la storia della Resistenza di Belluno, Treviso, Venezia e Verona, mentre dal 2002 torna a cadenza semestrale come Rivista degli Istituti per la storia della Resistenza di Belluno, Treviso, Venezia, Verona e Vicenza. In seguito la rivista si è associata anche agli Istituti di Padova, nel 2018, e di Rovigo, nel 2020. Dal 2002 riceve il contributo della sezione regionale della Cgil.

## Contenuti

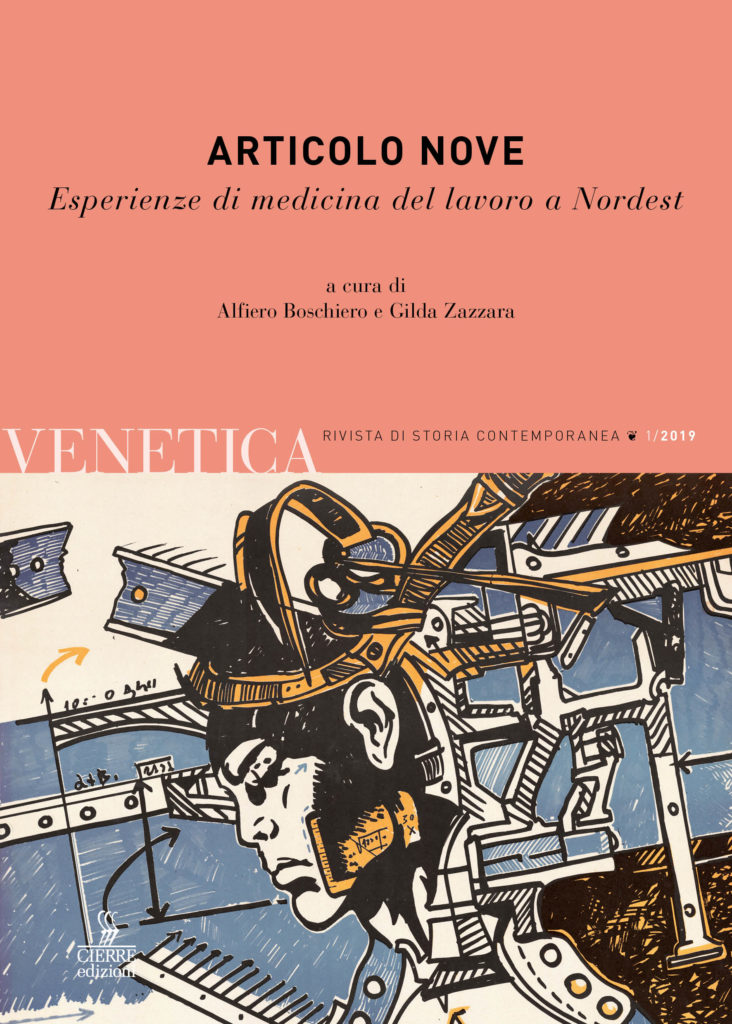
La copertina di Venetica (n. 56, 1/2019), dedicata al tema della medicina del lavoro nel Nord-Est.

Il progetto culturale della rivista è di indagare e raccontare la composita realtà triveneta nell’età contemporanea, all’incirca dall’Ottocento a oggi. I contributi pubblicati spaziano tra la storia sociale, politica, culturale, economica e di altre discipline, quali economia, sociologia e politologia. È una rivista di storia locale, che cerca di inserire il Nord-Est nei grandi temi e nelle grandi questioni italiane. L’interesse geografico non è legato esclusivamente al Veneto, dal momento che gli argomenti affrontati si spingono anche all’area trentina e friulana.
Dal 1998, con l’avvio della terza serie, Venetica è diventata la rivista degli Istituti per la storia della Resistenza e della storia contemporanea presenti nella regione, in una vicinanza di idee e visioni che si discosta invece dai fenomeni del regionalismo e del separatismo veneto-nordista, sorti in un periodo coevo a quello della rivista e all’epoca in piena espansione.
Da diversi anni i fascicoli di Venetica sono strutturati in una sezione monografica, che dà il titolo al numero, e una miscellanea, che raccoglie saggi (sottoposti a procedura di double-blind peer review), interventi e recensioni. Alcuni degli argomenti monografici trattati nei volumi degli ultimi anni sono stati: i congressi degli scienziati italiani nel Veneto asburgico (n. 60, 1/2020 e n. 62, 1/2021), l’emigrazione veneta verso il Brasile (n. 57, 2/2019), la storia della medicina del lavoro nel Nord-Est (n. 56, 1/2019), gli atenei di Padova e Venezia (n. 59, 2/2020 e n. 55, 2/2018), i vaccini e le reazioni popolari in Veneto (n. 54, 1/2018), il leghismo e fenomeni di destra a Verona e in Veneto (n. 19, 1/2009).
I fascicoli editi dal 2008 fino al 2017 sono stati digitalizzati e sono scaricabili gratuitamente dal sito dell’editore.

## Organi direttivi
Direttore: Mario Isnenghi
Direttore responsabile: Piero Pasini
Redazione: Angela Maria Alberton, Alfiero Boschiero, Alessandro Casellato, Maria Cristina Cristante, Giovanni Favero, Simon Levis Sullam, Andrea Martini, Valeria Mogavero, Cristina Munno, Nadia Olivieri, Filippo Maria Paladini, Stefano Poggi, Omar Salani Favaro, Giulia Simone, Antonio Spinelli, Valentino Zaghi, Gilda Zazzara.
Comitato scientifico: Donatella Calabi, Renato Camurri, Ilvo Diamanti, Marco Fincardi, Emilio Franzina, Santo Peli, Rolf Petri, Gianni Riccamboni, Giorgio Roverato, Francesco Vallerani, Livio Vanzetto.